# 汾川駅
汾川駅（プンチョンえき）は、慶尚北道奉化郡にある、韓国鉄道公社の駅である。

## 駅構造
- 2面3線の地上駅。

## 歴史
- 1956年1月1日 - 開業[1]。

## 隣の駅
韓国鉄道公社
嶺東線
県洞駅 - 汾川駅- 肥洞駅